# Iathrippa multidens
Iathrippa multidens är en kräftdjursart som beskrevs av Menzies1962. Iathrippa multidens ingår i släktet Iathrippa och familjen Janiridae. Inga underarter finns listade i Catalogue of Life.